# Paul Potts
Paul Potts (Bristol, 13 de outubro de 1970), é um tenor britânico residente no sul do País de Gales, foi o vencedor da primeira série do concurso de talentos artísticos Britain's Got Talent, transmitido pela ITV, onde cantou uma ária de ópera surpreendendo o júri e a plateia com um timbre vocal excepcional. Potts tinha trabalhado em ópera amadora de 1999 a 2003, mas um acidente em 2003 colocou-lhe uma pausa na carreira musical. Ao obter a vitória foi-lhe concedida a gravação de um álbum pelo produtor Simon Cowell.
Paul trabalhou por pouco tempo em uma metalúrgica por incentivo do pai, e sofreu perseguição quando criança, foi negado em audição pelo próprio Pavarotti. Paul teve sua vida contada em um filme chamado "Apenas uma chance"(2013).

## Britain's Got Talent
Em 9 de Junho de 2007 tomou parte na busca de Simon Cowell para o show Britain's Got Talent da ITV. Cantou uma ária de Giacomo Puccini (o "Nessun dorma" da ópera Turandot). O vídeo do espectáculo foi disponibilizado no YouTube e em sites similares atingindo rapidamente mais de 7 milhões de visualizações nos primeiros dias; na semifinal de 14 de Junho, Paul cantou alguns versos da ária "Con te partirò". Por fim, na final de 17 de Junho cantou a ária "Nessun dorma" por inteiro. Potts acabou por receber mais votos do que a pequena Connie Talbot que era a favorita nas casas de apostas.

## Discografia

### Álbuns
- 2007 One Chance

- 2009 Passione

- 2010  Cinema Paradiso

- 2013 The greatest hits

- 2014 Home

- 2017 On stage

### Singles
- 2007 One Chance

### Ep's
- 2014 Christ the saviour is born

- 2017 La donna è mobile